# 헤프런 드라이브
헤프런 드라이브(영어: Heffron Drive)는 켄들 슈밋과 더스틴 벨트로 구성된 미국의 인디 밴드이다. 2008년 우연히 슈밋과 벨트가 캘리포니아주 버뱅크의 그룹 명이 된 거리에서 우연히 만난 것을 계기로 결성되었다.

## 활동 내역
2008년 켄들 슈밋과 더스틴 벨트가 캘리포니아주 버뱅크의 그룹 명이 된 동명의 거리에서 우연히 만나 결성되었다. 하지만, 2009년 슈밋은 《빅 타임 러시》에 출연하면서 텔레비전 시리즈의 동명 밴드로 활동하게 되었다. 이 때문에 헤프런 드라이브는 활동을 쉬게 되었다. 2013년 5월, 타냐 치솜은 《빅 타임 러시》가 곧 종영하고, 헤프런 드라이브가 부활한다고 발표하였다. 2013년 10월 17일, 휴스턴에서 시작하여 로스앤젤레스를 끝으로 11월 23일부터 12월 22일까지 투어를 한다고 발표하였다.

## 음반 목록

### 스튜디오 음반
- Happy Mistakes (2014)